# Illubabor-Zone
Die Illubabor-Zone ist eine der 12 Zonen der Region Oromia in der Demokratischen Bundesrepublik Äthiopien. 
Die Zone Illubabor war früher die historische Provinz Illubabor.

## Woredas
Die Zone besteht aus 12 Distrikten, die sogenannten Woredas:
- Ale
- Bedele
- Bure
- Chora
- Darimu
- Dega
- Didessa
- Gechi
- Metu
- Nono
- Supena Sodo
- Yayu